# Achter de Tuinmuur
Achter de Tuinmuur (originele titel Over the Garden Wall) is een Amerikaanse animatie-miniserie, bedacht door Patrick McHale. De serie telt 10 afleveringen van elk 11 minuten, die oorspronkelijk van 3 tot en met 7 november 2014 werden uitgezonden op Cartoon Network. In Nederland en Vlaanderen kwam de miniserie van 30 maart tot en met 3 april 2015. Het is gebaseerd op een eerdere, korte film van McHale getiteld Tome of the Unknown.

## Plot
De serie draait om de halfbroers Wirt en Greg, die bij aanvang van de serie verdwaald zijn in een bos genaamd “het Onbekende” (the Unknown). Opgejaagd door een monster genaamd “het Beest”, en bijgestaan door een pratende lijster (meer specifiek een sialia) genaamd Beatrice en een houthakker, probeert het duo de weg naar huis terug te vinden.
Wirt, de oudere broer, maakt zich doorgaans overal druk over, en neemt niet graag verantwoordelijkheid. Hij houdt van klarinet spelen en dichten, maar houdt dit voor zich uit angst dat mensen hem belachelijk zullen vinden. Greg daarentegen is altijd enthousiast, speels en zorgeloos, maar brengt hierdoor zichzelf en anderen geregeld in gevaar. Hij zeult tevens de hele tijd een kikker met zich mee die hij vlak voor hun aankomst in het onbekende gevonden heeft, en waar hij nu een passende naam voor probeert te verzinnen. Een running gag in de serie is dan ook dat de kikker elke aflevering weer een andere naam heeft.
Naarmate de serie vordert, komen de broers een reeks bovennatuurlijke wezens en plaatsen tegen. Op advies van Beatrice proberen ze aanvankelijk hulp te zoeken van Adelaide, een heks die in het Onbekende zou wonen. Wat de broers niet weten is dat Beatrice hun puur voor eigen gewin naar Adelaide probeert te lokken. Beatrice en haar familie zijn namelijk door een vloek in lijsters veranderd, en Beatrice hoopt dat Adelaide de vloek op zal heffen in ruil voor de twee broers als slaven. Ze krijgt uiteindelijk echter spijt van haar daad en helpt Wirt en Greg om Adelaide te verslaan.
In de laatste twee afleveringen wordt meer duidelijk over Greg en Wirts afkomst. De halfbroers komen in werkelijkheid uit de late 20ste eeuw (exact jaar onbekend, maar vermoedelijk de jaren 70 of 80 gezien hun kleding, het feit dat Wirt nog muziekcassettes gebruikt, en dat er New Wave-muziek te horen is op het Halloweenfeest). Ze zijn in het Onbekende beland toen ze tijdens Halloween over de muur van een kerkhof zijn geklommen, en daarna bijna aan werden gereden door een trein waardoor ze in een rivier vielen en het bewustzijn verloren. Hun enige kans op terugkeer naar huis is door het Beest te verslaan. Dit lukt uiteindelijk wanneer blijkt dat de lantaarn van de houthakker de ziel van het beest bevat. De houthakker zelf is er echter van overtuigd dat de lantaarn de ziel van zijn vermiste dochter bevat, en hij haar in leven kan houden door de lantaarn permanent te laten branden. Hiervoor hakt hij zogenaamde Edelhoutbomen om, om uit het hout olie voor de lantaarn te winnen. Deze bomen zijn in werkelijkheid voormalige mensen, die in het Onbekende verdwaald zijn en aan wanhoop en uitputting zijn bezweken. Dit overkomt Greg ook bijna, maar Wirt is op tijd om hem te redden. Nadat de houthakker dankzij Wirt de waarheid over de lantaarn en het beest ontdekt, dooft hij de lantaarn en doodt het Beest.
Aan het eind van de laatste aflevering worden Wirt en Greg wakker in het ziekenhuis. Daarna is in slow motion te zien hoe Wirt en Greg het leven van de verschillende bewoners van het Onbekende hebben beïnvloed. Zo zijn Beatrice en haar familie weer mensen (vlak voor ze afscheid namen gaf Wirt haar de magische schaar van Adelaide, waarmee de vloek verbroken kon worden), en wordt de houthakker herenigd met zijn dochter. 

## Achtergrond

### Productie
Productie voor Achter de Tuinmuur begon in maart 2014. Het was de eerste miniserie voor Cartoon Network. 
Het idee voor de serie bestond al langer. De serie ontstond uit een korte film genaamd Tome of the Unknown, gemaakt door Patrick McHale, die eerder al meewerkte aan de series The Marvelous Misadventures of Flapjack en Adventure Time. Hij bedacht het concept voor de film in 2006 voor Cartoon Network Studios als een Halloween-special, met een grimmiger en meer op avontuur gericht verhaal dan wat uiteindelijk gebruikt werd. Deze film werd voor het eerst vertoond op het Santa Barbara International Film Festival in 2014 en won daar de Bruce Corwin Award voor beste korte animatiefilm.
Voor de serie zelf liet McHale zich onder andere inspireren door 19e-eeuwse jeugdliteratuur, begin-20e-eeuwse muziek en volkskunst. McHale baseerde het personage Greg op zijn eigen zoon. Nick Cross regisseerde de serie. Oorspronkelijk zou de serie 18 afleveringen krijgen, maar dit werd later teruggebracht naar 10.
Tijdens de San Diego Comic-Con International van 2014 werd een preview van de serie vertoond.

### Wijzigingen in het script
Het verhaal voor de serie heeft tijdens de productie meerdere wijzigingen ondergaan:
- In de korte film Tome of the Unknown zijn Wirt en Greg nog op zoek naar een magisch boek over Het Onbekende. Deze verhaallijn werd niet voortgezet toen de film werd omgezet naar een miniserie.
- Een ander idee voor de serie was dat Wirt en Greg bij aanvang van het verhaal in een trein zitten, maar vermoeden dat  deze hen naar de dood leidt. Ze besluiten eraf te springen en komen zo in het Onbekende terecht, totdat ze aan het eind van het verhaal hun lot accepteren en weer op te trein klimmen, enkel om te ontdekken dat deze hen niet naar de dood maar juist terug naar de wereld der levenden brengt. In deze versie van het script was Het Beest ook niet de antagonist, maar probeert hij Wirt en Greg slechts te overtuigen het Onbekende te verlaten.[2]
- Oorspronkelijk was het de bedoeling dat Greg uiteindelijk wel huiswaarts zou keren, maar dat Wirt in Het Onbekende zou blijven.
- Wirt en Greg zouden aanvankelijk met Halloween in Het Onbekende belanden en pas met Kerst weer terugkeren naar hun eigen wereld, in plaats van dat ze dezelfde avond al terugkomen (hooguit een paar minuten nadat ze eigenlijk Het Onbekende binnen waren gegaan). Ook zou in de eerste aflevering al getoond worden dat Wirt en Greg eigenlijk uit de hedendaagse wereld komen, in plaats van dit te bewaren voor de flashback in aflevering 9.
- Een aantal ideeën voor potentiële afleveringen moesten worden geschrapt toen het totaal aantal afleveringen van 18 werd teruggebracht naar 10. Zo stond er een aflevering gepland waarin Wirt en Greg een man tegenkomen die dobbelstenen maakt uit de botten van kinderen, en zouden Wirt en Greg net als Beatrice tijdelijk in dieren veranderen.[3]

## Rolverdeling

### Engelse stemacteurs
- Wirt: Elijah Wood
- Greg: Collin Dean
- Beatrice: Melanie Lynskey
- Woodsman: Christopher Lloyd
- Kikker: Jack Jones
- Enoch: Chris Isaak
- Quincy Endicott + Adelaide: John Cleese
- Auntie Whispers: Tim Curry
- The Beast - Samuel Ramey

### Nederlandse stemacteurs
- Wirt: Matthijs van de Sande Bakhuyzen[1]
- Greg: Julius de Vriend
- Beatrice: Clara Cleymans
- Houthakker: Lucas Dietens
- Kikker: Rolf Koster
- Enoch: Simon Zwiers
- Quincy Endicott: Olaf Wijnants
- Noordenwind: Simon Zwiers
- Diverse rollen: Sander de Heer

## Afleveringen
| Nr. | Titel                         | Schrijvers                                     | Uitzenddatum (VS) | Uitzenddatum (NL/BE) |
| --- | ----------------------------- | ---------------------------------------------- | ----------------- | -------------------- |
| —   | Tome of the Unknown           | Patrick McHale                                 |                   |                      |
| 1   | The Old Grist Mill            | Steve Wolfhard, Natasha Allegri, en Zac Gorman | 3 november 2014   | 30 maart 2015        |
| 2   | Hard Times at the Huskin' Bee | Bert Youn, Aaron Renier, en Patrick McHale     | 3 november 2014   | 30 maart 2015        |
| 3   | Schooltown Follies            | Jim Campbell en Laura Park                     | 4 november 2014   | 31 maart 2015        |
| 4   | Songs of the Dark Lantern     | Pendleton Ward, Bert Youn, en Steve McLeod     | 4 november 2014   | 31 maart 2015        |
| 5   | Mad Love                      | Natasha Allegri en Zac Gorman                  | 5 november 2014   | 1 april 2015         |
| 6   | Lullaby in Frogland           | Bert Youn en Nick Edwards                      | 5 november 2014   | 1 april 2015         |
| 7   | The Ringing of the Bell       | Patrick McHale, Bert Youn, en Tom Herpich      | 6 november 2014   | 2 april 2015         |
| 8   | Babes in the Woods            | Mark Bodnar, Jim Campbell, en Bert Youn        | 6 november 2014   | 2 april 2015         |
| 9   | Into the Unknown              | Cole Sanchez, Vi Nguyen, en Zac Gorman         | 7 november 2014   | 3 april 2015         |
| 10  | The Unknown                   | Natasha Allegri, Jim Campbell, en Tom Herpich  | 7 november 2014   | 3 april 2015         |

## Strips
In oktober 2014 kreeg de serie een spin-off in de vorm van een stripboek, gepubliceerd door KaBoom!.
In mei 2015 werd bekend dat er nog vier strips gebaseerd op de serie zouden komen, elk met een afgerond verhaal dat zich afspeelt tussen de afleveringen van de serie door. In augustus 2015 verscheen de eerste van deze vier strips.